# Tipula yunnanica
Tipula yunnanica är en tvåvingeart som beskrevs av Edwards 1928. Tipula yunnanica ingår i släktet Tipula och familjen storharkrankar. Inga underarter finns listade i Catalogue of Life.